# さくらや
株式会社さくらやは、首都圏を中心に展開していたカメラ･家電量販店チェーン。2010年2月28日に全店舗を閉店し、同年6月30日に解散。

## 概説

### 創業から3カメ時代
1946年、サクラ屋カメラ店として創業。その後、1963年に、さくらや初の大型店舗となる「東口店」を新宿駅前に出店、「新宿東口 カメラのさくらや」という屋号で展開し、新宿地区の商圏拡大に合わせて、新宿を地盤とした多店舗化を続ける。1970年代からは「安さ爆発！」をスローガンに掲げ、老舗カメラ系量販チェーンとしてヨドバシカメラ、ビックカメラとともにYSBなどと並び評され、TVCMなどのメディア宣伝戦略を駆使して知名度を上げつつ、駅前家電量販店として、日本の高度経済成長期の家電の高性能化、消費者ニーズの高まりに合わせて成長を続けた。

### 家電量販店の競争激化
1990年代以降、デフレーション現象、AV機器家電の販売単価下落、競合店とのポイントカードの利率アップ競争激化など、家電量販店同士の消耗戦が始まることになる。さくらやは、一時は他店のポイントカードサービスとは一線を画し、年会費は必要だが呈示しただけでその場で現金割引を行うキャッシュバックカードを発行したが、他店との競争で不利になったために、無料のポイントカードと年会費2000円のキャッシュバック・ポイント兼用カードの併用に切り換えた。1990年代末に、ポイントの利率をアップして実質的にポイントカードに移行させ、同時に年会費無料化も行った。
首都圏を中心に展開していたさくらやは家電量販店の競争激化に伴う売り上げの頭打ちを打破すべく、1997年、東北地区初の店舗となる「さくらや仙台西口駅前店」（仙台SEIYOをテナントビルにリニューアルしたEBeanSのキーテナント）を出店した。しかし、これに先立つ3月には競合のヨドバシカメラが仙台地区の既存店を統合した巨艦店「マルチメディア仙台」 を開店しており、さらに翌1998年にはラオックスも仙台に巨艦店を出店。ヨドバシカメラとラオックスはともに仙台駅東口に位置していたうえ、さくらやの店舗面積は前記店舗の約半分（4000m2）と狭く、立地も駅からやや遠い利便性の悪さも重なり、売り上げ不振で僅か2年足らずでの撤退、ラオックスも2003年には撤退し、跡地はBiVi仙台駅東口となっている。
東北地区への出店失敗は、静岡市（JR静岡駅南口駅前）への進出計画を白紙撤回するなど、多店舗化にブレーキを掛けた。
このような「多店舗展開の見直し」が及ぼした影響は小さくなかった。ヨドバシカメラ・ビックカメラと、ロードサイド型店舗で躍進してきたコジマ・ヤマダデンキ・ケーズデンキ (いわゆる北関東YKK) など他の競合店が、新規出店・規模の拡大で、取引メーカーとの販売数に応じた販売リベートの条件や卸値価格を有利に進める中で、新規出店をストップしたさくらやだけが、リベート・卸値などの好条件を得られ難くなった。また、競合店舗が多い同社の主力店舗が密集する新宿地区では、価格競争力を維持するため、販売価格を値下げして薄利多売を続け、経常利益は低下することになった。

### 好感接客への取り組み
1990年代の業績の頭打ち、多店舗化の遅れで低迷する中で好感接客をキーワードとした他店との差別化を図った。「接客重視」をメディア・TVCMに宣伝、利用客へ余計な声かけはしないことをアピール、販売員の接客スキルアップ教育を重視してリピーター客を増やす戦略を取った。
利用客からは販売員からの余計な声かけやセールストークもなく、じっくり品定めができた点は評価されたが、消費者の流れを取り込むまでは至らなかった。ヨドバシカメラやビックカメラのような積極的な声かけやセールストークの商品販売力の売り込みに対して強みが無いと評され、更なる販売力鈍化に見舞われたため、後年この戦略は見直された。

### 企業再生ファンドによる経営再建
かつての3カメ時代の勢いは失われ、2000年代に入るとついに債務超過に陥る。首都圏から東北地方にかけての広域な店舗展開が仇となり経営危機に陥ったラオックスと同様、早急な経営基盤の強化・事業の再構築が求められた。2004年に、日本の投資ファンドであるフェニックス・キャピタルから数十億円規模の出資を受け、同社の傘下となり経営再建に乗り出す。抜本的な資本体質の改善を目的として、2005年1月に、経済産業省へ「事業再構築計画書」を提出。計画承認後、フェニックス・キャピタルによる債務超過分を解消、自己資本回復を目的にする増資が行われた。
2005年3月には、自社ウェブサイト上のWebショッピングサイト部門さくらやNetsを休止。以後、公式サイトは店舗案内サイトとして設営されていた。
2005年5月頃から、JALカードのショッピングマイルが倍付与となる「特約店」となり、ポスターを掲示するなど購買客へアピールしていたが、1年余りで契約を終了した。

### ベスト電器傘下入り
2006年12月1日、ベスト電器に対する第三者割当増資を実施し、同社が40%の株式を引き受ける。ベスト電器専務取締役（当時）の深澤政和がさくらや社長を兼務する形で就任し、同社グループ傘下となった。以後、同グループのネットワークを生かした共同仕入れを実施したコストダウンを進め価格競争力の維持・経営再建を進めた。2007年には、旧本店の新宿店が閉鎖、パソコン館は家電も扱う新宿3丁目店へ転換するなど、店舗の統廃合や転換を主力の新宿地区で実施した。2008年3月10日、ベスト電器がフェニックス・キャピタルから残る株式60%全てを取得し、さくらやを完全子会社化した。
2008年9月26日、川崎店のオープンから約5年ぶりとなる新店舗・レイクタウン店をオープンさせた。その一方で、売上高で同社最大規模の店舗でありながら、近隣のヨドバシカメラ・ビックカメラ等との競争で収益力が低下していた新宿西口駅前店（新宿パレット）を、2008年12月31日に閉店した。跡地には、2009年4月24日にユニクロ新宿西口店が入居した。
ベスト電器は、2001年9月に、タカシマヤタイムズスクエア内にベスト電器新宿高島屋店を出店していた。しかし、2008年後半にビックカメラとも資本提携を結んだため、新宿地区において店舗を擁しているさくらや・ビックカメラとの兼ね合い、自店の売上不振、同社の郵便法違反容疑に関する不祥事によりデベロッパーである東神開発（髙島屋関連会社）が賃貸借契約の更新に難色を示した等の理由から、2009年8月31日に閉店・撤退した。
この資本提携から、ベスト電器がメーカーに特注したカスタマイズ製品（家電・デジタルカメラ等）を、ビックカメラ・さくらやにおいても販売を行うようになった。

### 全店閉店・会社清算
2010年1月12日、親会社の株式会社ベスト電器は、自社の業績が低迷する中、営業赤字が続くさくらやの業績回復の目処が立たないため、2月28日までにさくらや15店舗すべてを閉店し、さくらや事業から撤退することを発表した。同日、ベスト電器の親会社（当時）であったビックカメラは、さくらやの複数店舗を引き継ぐ方針であると発表したが、その時点では具体的な店名は明らかにしなかった。
ビックカメラは同年1月26日、閉店店舗のうち、新宿東口駅前店、聖蹟桜ヶ丘店、相模大野店、船橋店の4店舗を継承し、同年3月1日を目処に開店予定と発表。ビックカメラは同年2月12日に継承店舗の開店予定を明らかにし、継承店舗は3日から2週間繰り上げて閉店した上で、部分開業を経て全面オープンすると発表した。同年2月28日に残りの11店が閉店し、すべての店舗が閉鎖された。
2010年6月30日付で株式会社さくらやは解散し、同年7月20日に東京地方裁判所から特別清算の開始決定を受けた。特別清算手続を行った後、翌2011年7月27日に東京地方裁判所が会社の清算手続終結決定を行い、名実ともに消滅した。
さくらやのホームページドメインは公式サイト閉鎖まで使用されていたが、2020年現在は栃木県足利市にある不動産会社のさくら屋が使用している。

## 沿革
- 1946年3月 - 東京・新宿にてサクラ屋カメラ店を創業。
- 1948年 - 合資会社サクラ屋カメラ店を設立して、法人化。
- 1963年
  - 新宿東口駅前に地下1階、地上4階建の同社初の大型店舗新宿東口店を開設。
  - 9月4日 - 株式会社に組織変更。商号を株式会社カメラのさくらやに変更。
- 1971年7月 - 荻窪店が有限会社カメラのさくらやとして分社化、独立
- 1990年 - 商号を株式会社カメラのさくらやから株式会社さくらやに、店名を「カメラのさくらや」から「さくらや」に、それぞれ変更。
- 2004年6月 - フェニックス・キャピタル株式会社から出資を受け、同社の傘下となる。
- 2006年12月1日 - 株式会社ベスト電器に対する第三者割当増資を実施し、同社の傘下となる。
- 2008年
  - 3月10日 - 株式会社ベスト電器が株式会社さくらやの全株式取得し、同社の完全子会社となる。
  - 12月15日 - 株式会社ベスト電器の子会社である有限会社ベストパックサービスを吸収合併。
- 2009年7月6日 - 本社を新宿御苑ビルから、住友池袋駅前ビルへ移転。
- 2010年
  - 1月12日 - 親会社である株式会社ベスト電器が、さくらや事業からの撤退を発表。
  - 1月26日 - 新宿東口駅前店、聖蹟桜ヶ丘店、相模大野店、船橋店の4店舗のビックカメラへの継承を発表。
  - 2月28日 - 残った11店が閉店し、店舗事業から撤退[12][13]。
  - 6月30日 - 臨時株主総会で会社解散を決議。同日、解散して、清算手続に移行。
  - 7月20日 - 東京地方裁判所が、株式会社さくらやの特別清算開始決定[14]。
- 2011年7月27日 - 東京地方裁判所が、株式会社さくらやの特別清算終結決定[11]。

## 主な店舗サービス

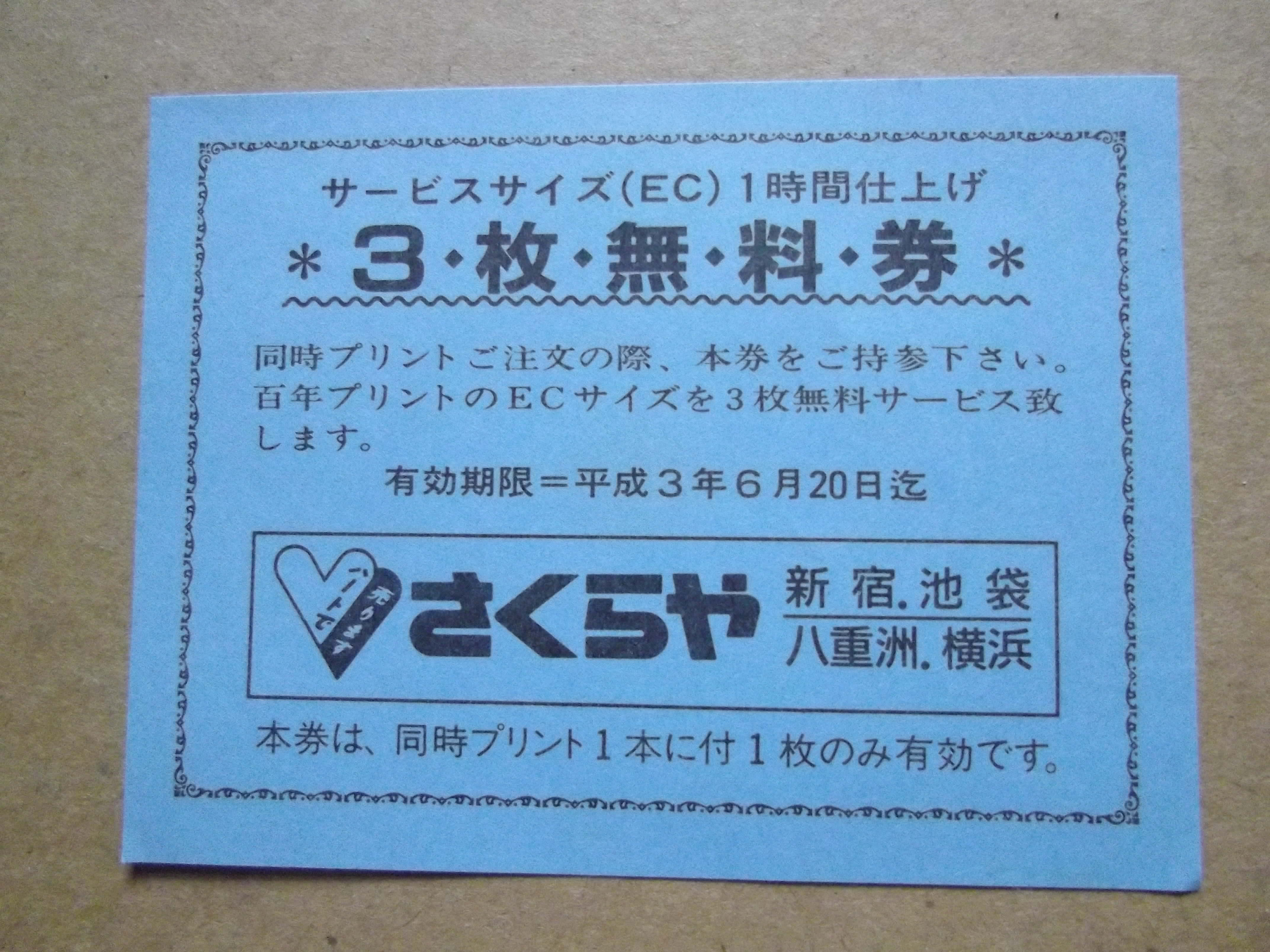
DPE同時プリント3枚増量サービス券
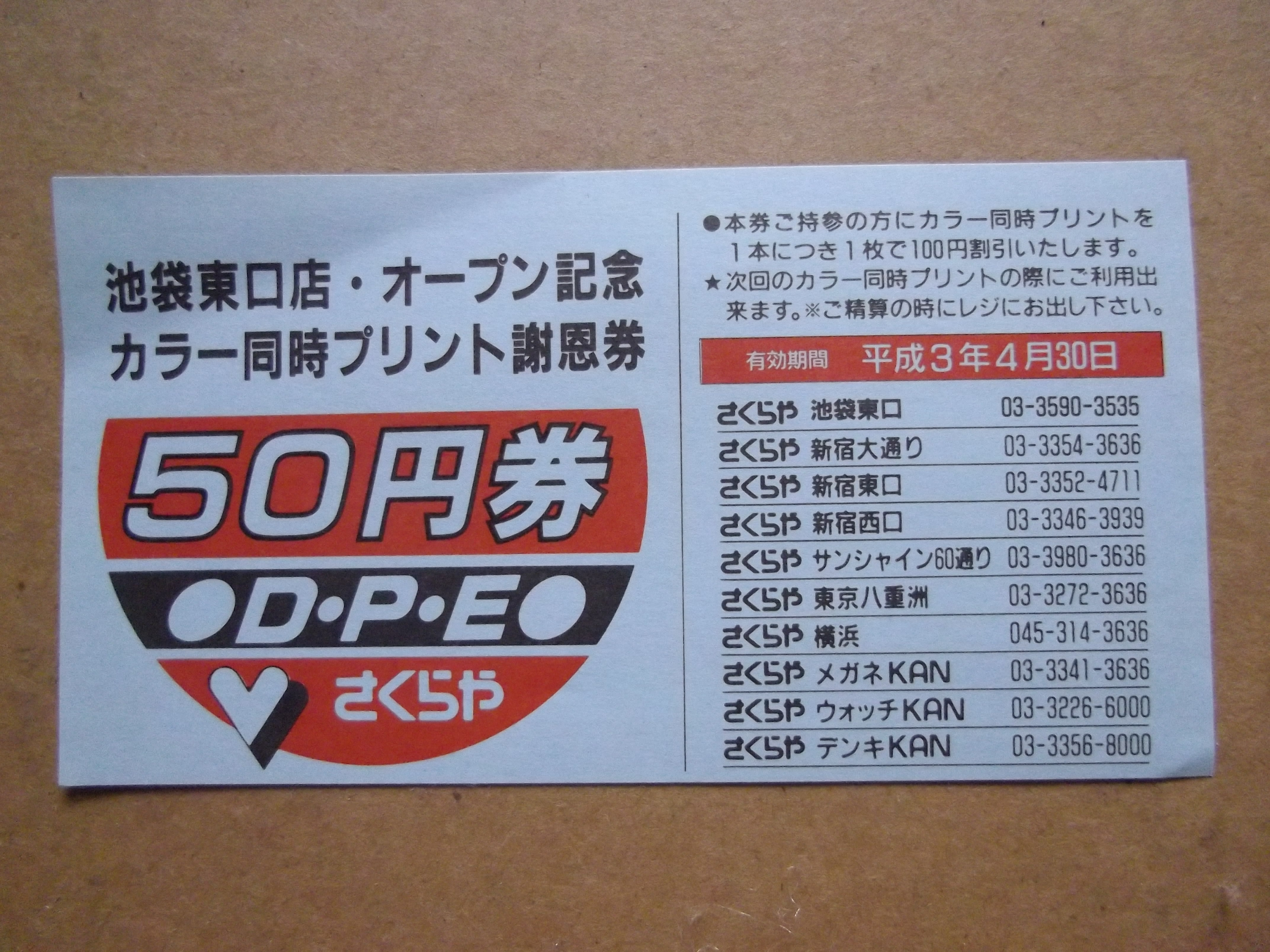
DPE同時プリント現金割引券

### ポイントカード
名称は「SAKURAYA POINT CARD」。白濁リライト式の磁気カードで保有ポイントや有効期限、前回利用店名などが表示されていた。
閉店時の現金払いによるポイント基本還元率は10%で、一部のゲーム機本体は3〜5%であった。ヨドバシカメラ等他カメラ量販店がポイント還元率を20%まで引き上げたことから2005年以降、家電やパソコンなど高額商品を中心に20%まで引き上げるセールを週末を中心として不定期に実施した時期もあった。クレジットカード、商品券、ショッピングクレジットで支払った場合は還元ポイントから20%減算（10%→8%、20%→16%）されていた。全店舗閉店を発表した翌日の2010年1月13日以降はいずれの場合もポイント加算がなくなった。
かつてはカードを提示すると5%程度の値引きを行う年会費税抜2000円の「キャッシュバック」カードもあったが、経営施策によりポイントカードへ一本化された。

### HOT安心保証
さくらやがあいおい損害保険（旧・大東京火災海上保険、現・あいおいニッセイ同和損害保険）と総合動産損害保険を団体契約して提供している購入商品長期保証サービス。1万円以上の製品を購入時に3〜5%の掛け金を購入者が支払うことで購入日から3〜5年間、故障・事故（落下・水漏れ・火災等）で修理費用が補償（保険）で定められた金額（購入額の9〜2割）までカバーされていた。実損額が補償金額を上回った場合は補償上限額迄を「さくらや商品券」で払い出し、店舗で差額を足して代替品を購入することになっていた。
2000年代に家電量販店各社が開始した5年間などの延長保証サービスと異なり、補償上限額までは何度も適用され、自然故障以外の事故でも適用される点が利点であった。

### 閉店後の取り扱い
さくらや全店舗が閉店した2010年3月1日以降、さくらやの「ポイント」「さくらやギフト券」「HOT安心補償」については、ベスト電器のうち東京都・神奈川県・埼玉県・千葉県に所在する主要13店舗 で対応していたが、ベスト電器がヤマダ電機の傘下となった直後の2013年2月28日を以って、HOT安心保証サービスは終了した。
当時のベスト電器の筆頭株主であったビックカメラも、3月1日以降、東京都・神奈川県・埼玉県・千葉県に所在の21店舗で、さくらやポイントをビックポイントに移行する手続を受け付け、全国のビックカメラ店舗で利用できるようになっている。

## 存在していた店舗

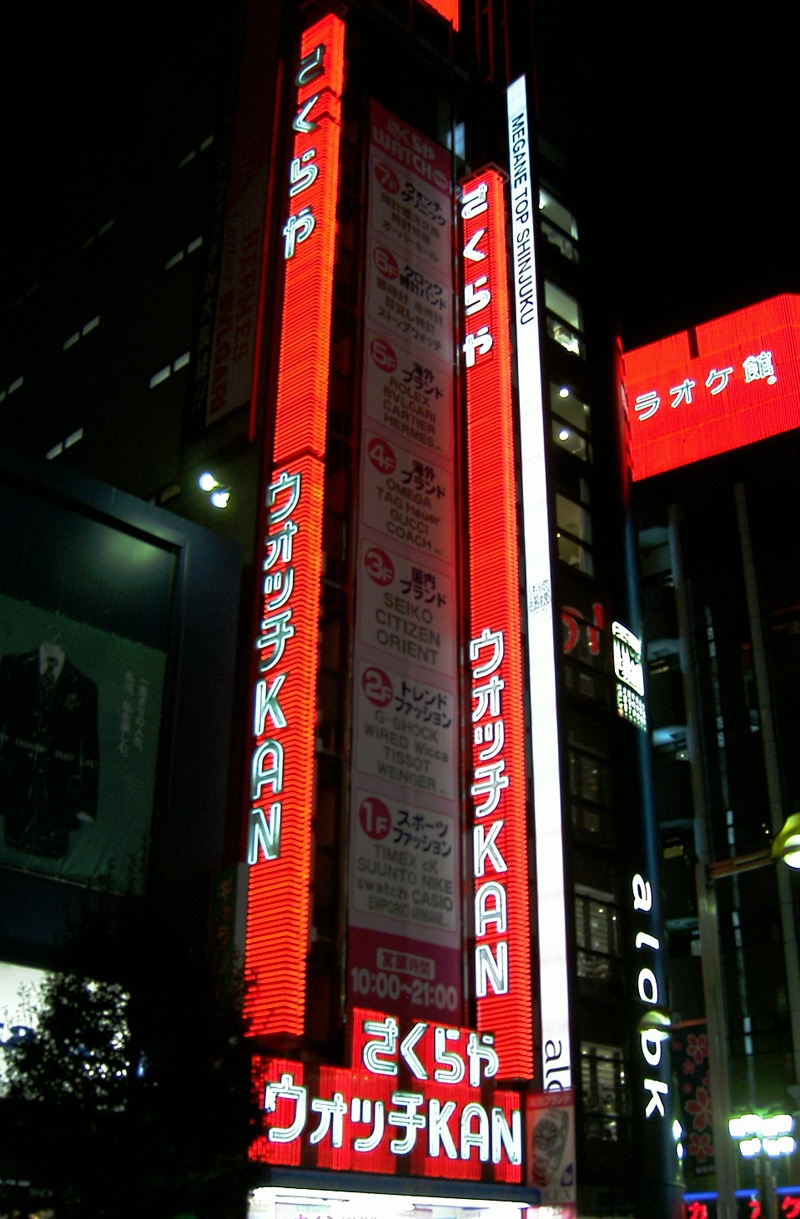
さくらや新宿ウォッチKAN
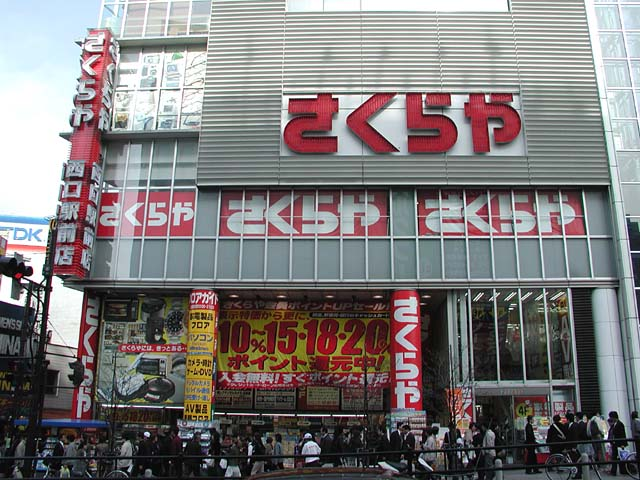
さくらや新宿西口駅前店

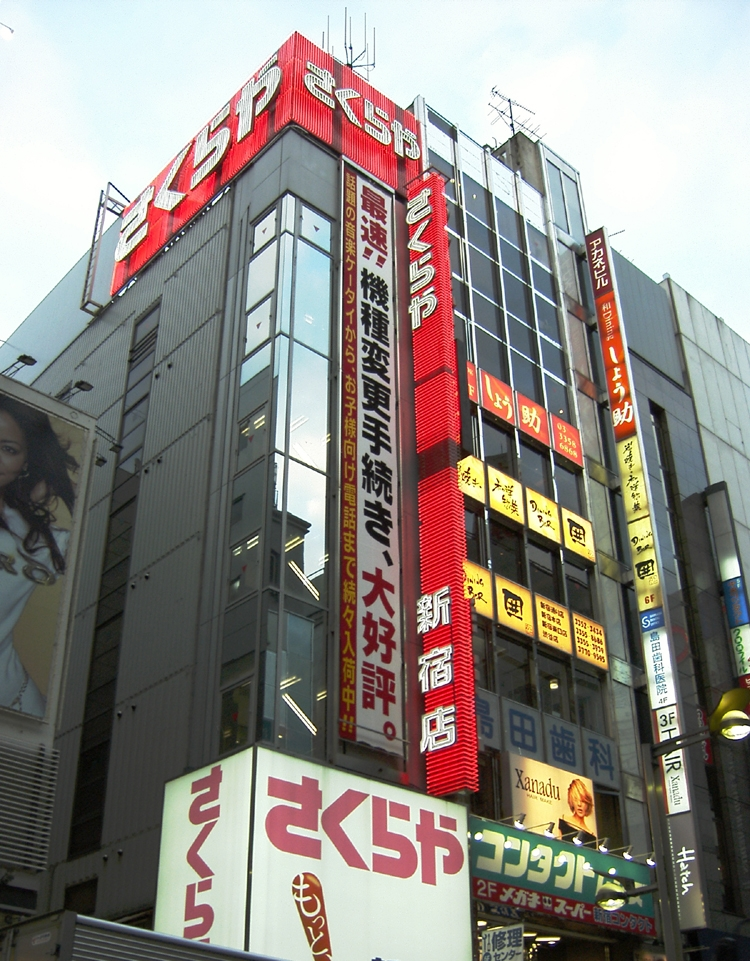
閉鎖前の新宿店
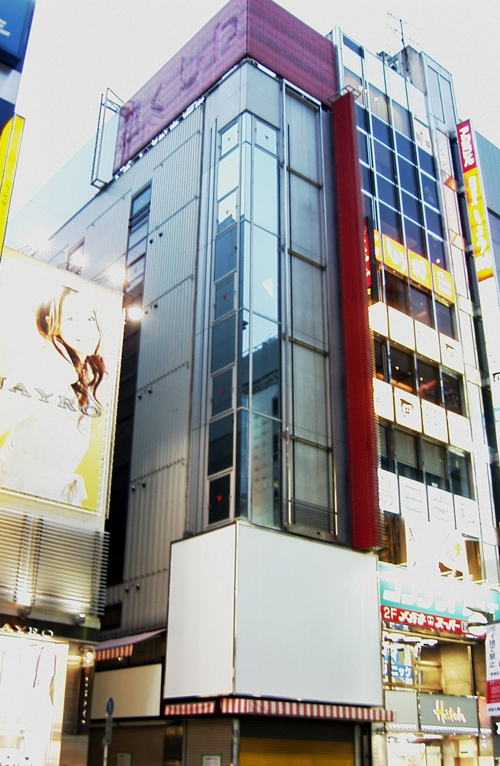
閉鎖後の新宿店

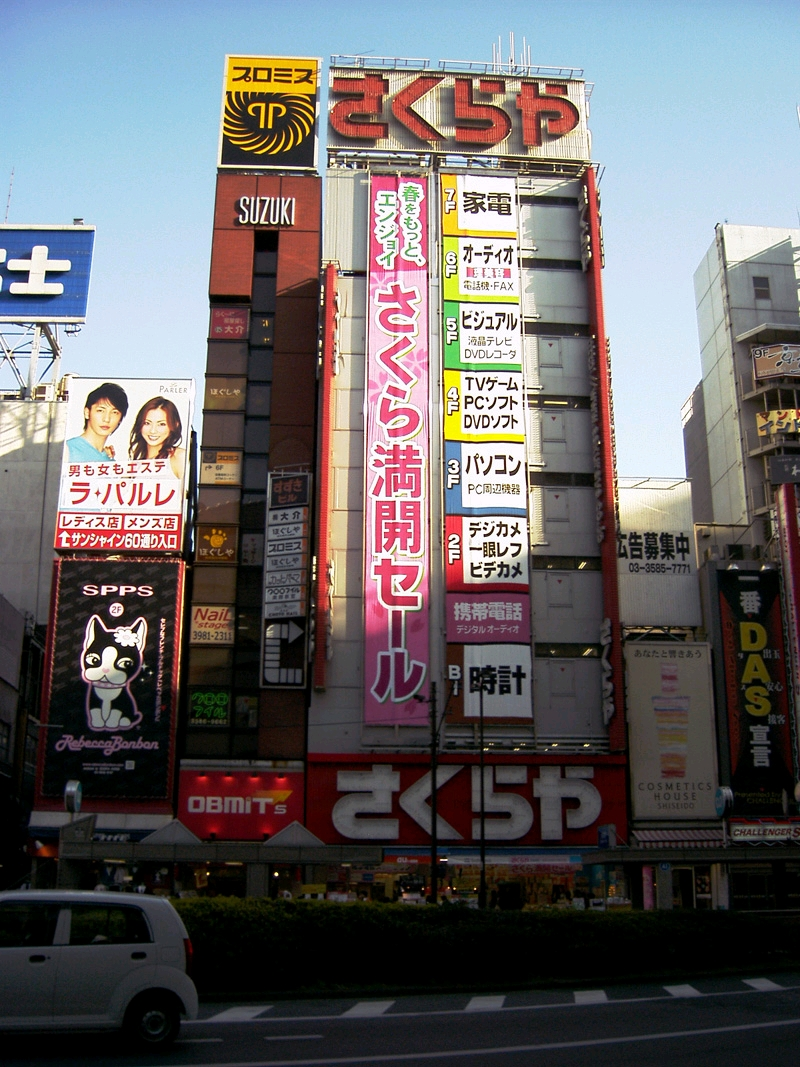
さくらや池袋店

営業最終日の2010年2月28日まで営業していた店舗は★印、ビックカメラへ継承した店舗は☆印を、タワーメガネへ継承した店舗は■印をしてある。
東京都・新宿東口

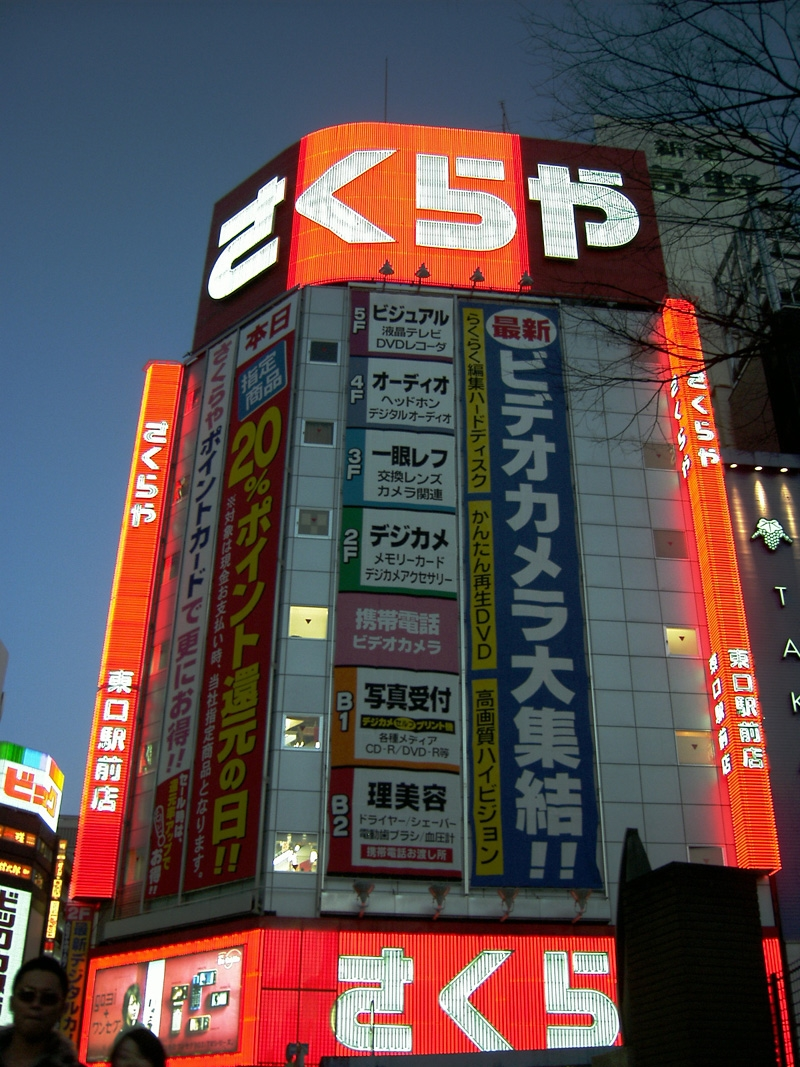
新宿本店 → カデン館 → 新宿店
新宿通り沿い、MI新宿ビル本館（旧・三越新宿店、新宿三越アルコットを経て、現在ビックロとなっているビル）の向かいの店舗。旧新宿本店は、さくらやの新宿地区主力店舗の一つとして、1984年から23年間営業を続けていたが、新宿店に名称変更後の2007年1月31日に閉店。

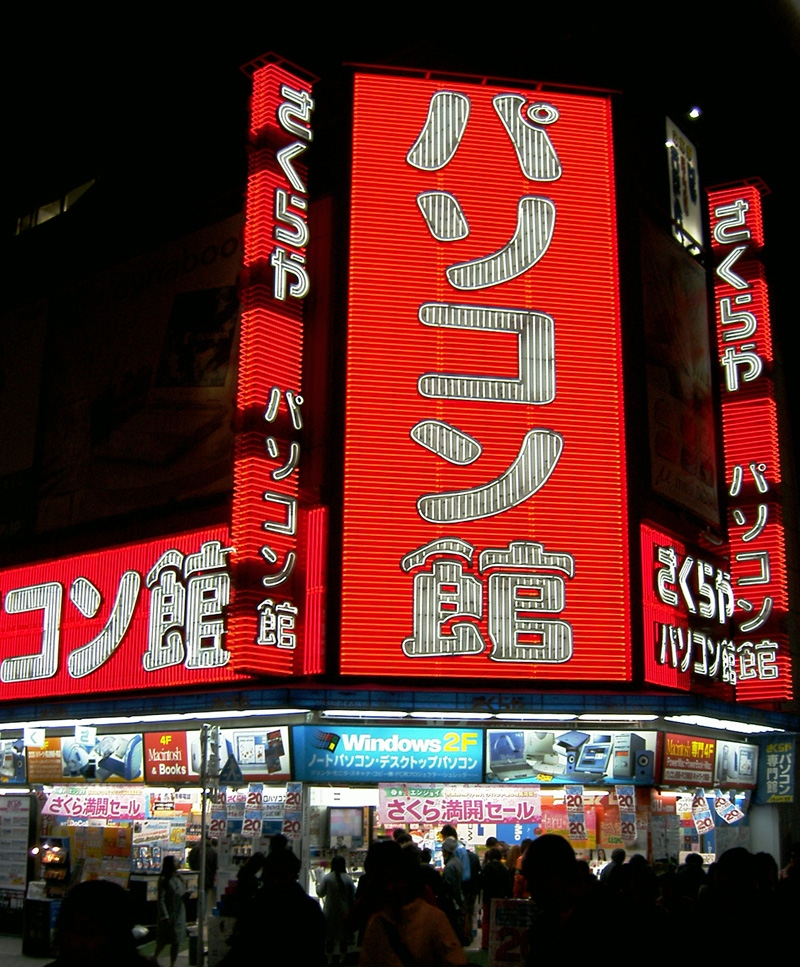
☆新宿東口駅前店
新宿駅東口駅前、新宿高野隣接の店舗。登記上の本店。2010年2月25日で閉店（同年3月1日よりビックカメラが承継）。
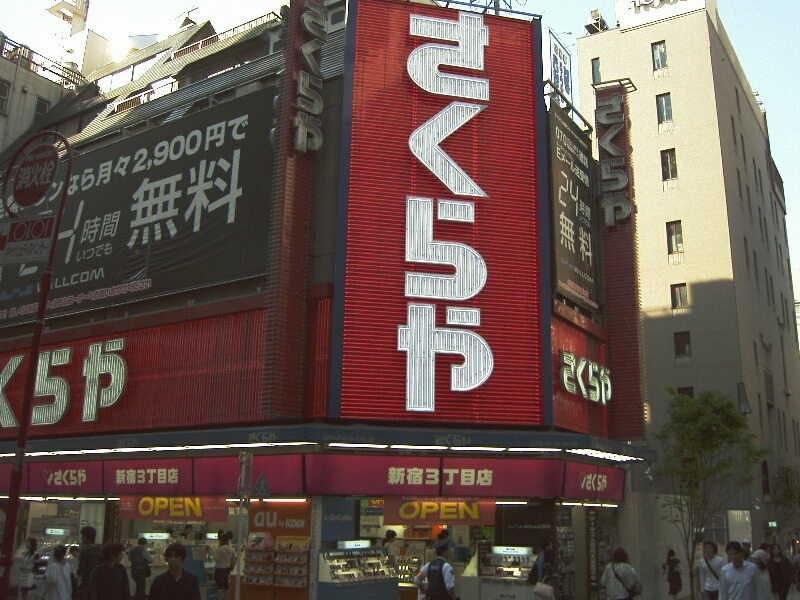
★電器館（デンキKAN） → P-KAN → 新宿東口パソコン館 → 新宿3丁目店。
丸井ヤング館（現・マルイカレン）裏の店舗。当初は電器館として開店し、その後、パソコン専門店のP-KAN（後に新宿東口パソコン館に名称変更）となるがデンキKANからの改装の為、白物家電も取り扱っていた。2007年4月27日に、家電もPCも取り扱う店舗となり、新宿3丁目店へ名称変更。2010年2月28日で閉店。
現在は、AZUL by moussy 新宿店。
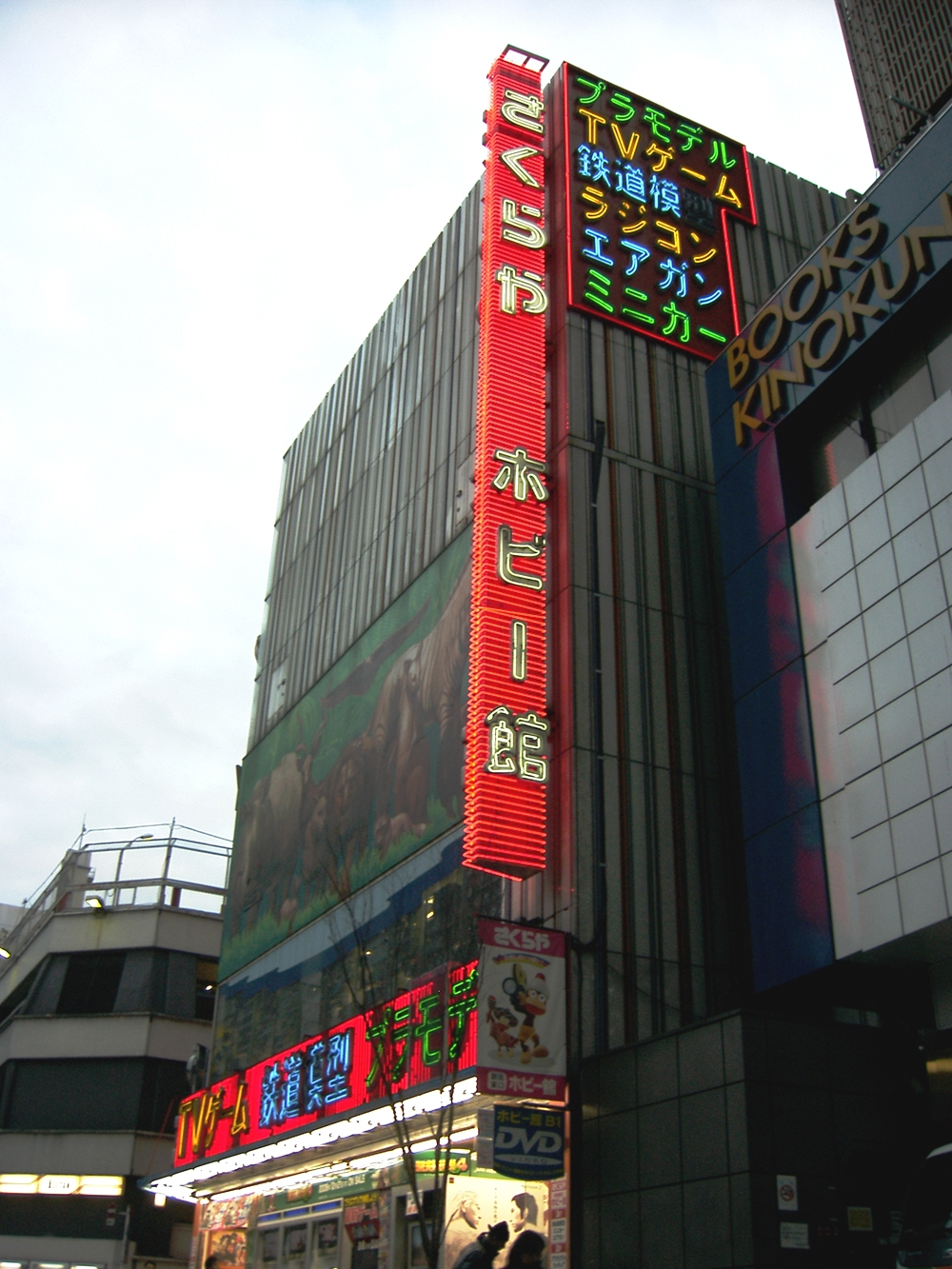
★新宿東口ホビー館
さくらや創業地にあたり[19]、テレビゲーム本体・ゲームソフト、玩具・模型、工具、塗料、フィギュア、食玩、ガレージキットなど新宿では品揃え豊富なホビー専門に特化した店舗。2010年2月28日で閉店。跡地は長らく空き店舗となっていたが、「アニメイト+新宿」・「カードラボ新宿店」を経て、2024年現在は三越伊勢丹HDの管理するテナントビルとなっており、１階のファミリーマート新宿三丁目東店以外は三越伊勢丹HDの関連部署が入っている。
- ■メガネKAN新宿東口
新宿通り沿い、紀伊国屋書店新宿店の2棟隣の店舗。2010年2月28日で閉店し、タワーメガネが事業を継承して「タワーメガネ 新宿メガネKAN」として開店するも2012年に閉店。
現在は、L'Occitane新宿店 ヴォヤージュ・アン・プロヴァンス。
- ★新宿ウォッチKAN → WATCH.（ウォッチ・ドット）
新宿通り沿い、MI新宿ビル本館の並び（メガネKAN向かい）の店舗。2010年2月28日で閉店。跡地には2010年4月23日にラオックスWATCH.が開店。さくらや時代の業態を一部受け継いだ形となり、さくらやの元従業員も一部再雇用。「WATCH.」は現在ラオックスの時計専門店のブランド名となっている。
- AV館 → メガネKAN新宿東口（移転）
2010年3月12日にブランドオフ新宿店がオープンした。
- 旧カメラ館
移転後に写真専門館となり、後に閉店。
- カメラ館
新宿東口駅前店前に移転後、すぐに閉店。

東京都・新宿西口
- 新宿西口駅前店
小田急百貨店新宿店に隣接する新宿パレットビルにあった店舗。2000年10月の新宿パレットビル建替え竣工と同時に、地下1階・地上4階のフロアに開店した。丸ノ内線新宿駅のメトロプロムナードと直結している。開店当初は建物斜め向かいのヨドバシカメラ大ガード店（2005年に閉店）しか競合店は存在しなかったが、2002年5月にビックカメラが建物真向かいの小田急ハルクに新宿西口店を開店させたことにより、売り場面積が大きく見劣りしたことに加え、熾烈な価格競争に巻き込まれていった。2008年12月31日に閉店し、さくらやは新宿西口エリアから完全撤退した。撤退後のフロアには、ユニクロ新宿西口店が入居して2009年4月に開店した。
- 新宿西口店 → OA館 → メガネKAN新宿西口
新宿西口のヨドバシカメラ本店そばの店舗。OA館、メガネKAN新宿西口と名称変更後、新宿西口駅前店の開店の際に、同店舗に吸収統合され閉店。

東京都・新宿以外
- ★池袋東口店 → 池袋店
池袋駅東口駅前の店舗。2010年2月28日で閉店。同年7月16日にドン・キホーテ池袋東口駅前店が開店。
- 池袋サンシャイン60通り店
池袋駅東口とサンシャインシティを結ぶサンシャイン60通り沿いにあった店舗。池袋店（旧池袋東口店）に吸収統合され2000年9月に閉店。跡地にはマツモトキヨシが開店。
- ★渋谷店
渋谷センター街の渋谷平和ビルにあった店舗。2010年2月28日で閉店。跡地には同年11月11日に洋服の青山渋谷駅前総本店が開店。現在はカラオケ ビッグエコー渋谷センター街本店などが入居している。
- ★八重洲地下街店
東京駅八重洲地下街オリーブロードにある店舗。2010年2月28日で閉店。
- ★八重洲北口店
東京駅一番街にある店舗。2010年2月28日で閉店。跡地には同年11月1日にアインズ&トルペが開店。
- ☆聖蹟桜ヶ丘店
京王聖蹟桜ヶ丘ショッピングセンターA館内の店舗。2010年2月23日で閉店。同年3月1日よりビックカメラが承継。その後、2023年8月19日にグループ会社であるコジマの運営する「コジマ×ビックカメラ聖蹟桜ヶ丘店」に再転換している。
- 荻窪店
1971年7月に有限会社カメラのさくらやへ分社化・独立のため、グループ店舗ではなくなった。1990年に屋号が「さくらや」に変更されたのち全店舗閉店する中で唯一旧屋号を使用しており、「荻窪カメラのさくらや」（通称、おぎさく）として現在も店舗存続中。旧新宿本店とは兄弟店という扱いになっていたが、両社の間には資本関係・営業上の提携などはない。
- メガネKAN吉祥寺
吉祥寺駅北口ロータリー前・サンロード入口にあった。現・WA!KARU吉祥寺店。
- 御徒町店
2002年3月31日に閉店。
- ゲーム館、ホビー館目黒
目黒駅隣に位置するマイメグロ4F（現・アトレ目黒1B館4F）にあった店舗。テレビゲーム本体、ゲームソフト、玩具、模型、フィギュア、ガレージキット、若干の家電などを販売していた。

神奈川県
- ウオッチKAN横浜
相鉄ジョイナス内にあった店舗。
- ☆相模大野店
相模大野ステーションスクエアB館内にあった店舗。2010年2月25日で閉店。同年3月1日よりビックカメラが承継。
- ★川崎店
京急川崎駅前・川崎DICE1-2階にあった店舗。2010年2月28日で閉店。撤退後のフロアにはTSUTAYA・ジーユーが入居した。

埼玉県
- ★大宮店
大宮駅東口駅前の店舗。テナントビルの1階から最上階の7階までを賃借し1996年頃開店。埼玉県内で初めての3カメ出店であった。2010年2月28日で閉店。跡地には同年7月21日にカラオケ館大宮東口店が開店。
- ★越谷レイクタウン店
イオンレイクタウンKAZE内に「さくらや」と「さくらやホビー館」の2店体制で営業していた。2008年9月26日に開店し、2010年2月28日で閉店。同年4月24日からはさくらや跡地が雑貨店のR.O.Uに、ホビー館跡地は鉄道模型専門店のポポンデッタになっている。
- 浦和西口総合館
2001年4月に閉店した衣料品店・アストリアをプレハブ2階建て店舗に建て替えて、2001年10月5日オープン。大宮東口駅前店より広いフロアを活かして、同店では取り扱いのなかった白物家電・生活家電を充実させていた。競合店としては旧浦和市の駅周辺に3店舗を擁するラオックスのみだったが、区画再開発を理由に2008年4月6日に閉店し、ほどなくして更地となった。2009年9月時点ではコインパーキングとなっている。同社では越谷レイクタウン店への「移転」と位置付けている。

千葉県
- ☆船橋店
船橋フェイスビル4階にあった店舗。さくらや全店閉店の決定に伴い、2010年2月14日閉鎖。翌2月15日に「ビックカメラ船橋駅店」としてプレオープン、21日に全館オープン。後に「ビックカメラ船橋駅FACE店」に名称変更。

宮城県
- 仙台西口駅前店
東北地方1号店。EBeanSにあった店舗。1997年11月28日開店、1999年9月20日閉店。

## CM
1980年から2000年代にかけて、首都圏では「♪安さ爆発、カメラのさくらや～」と流れるCMがテレビでも流されていた。

### CMソング
- 「カメラのさくらや」時代の1978年に作られたCMソング（初代作詞：さがらよしあき、作編曲：小林亜星、初代歌唱：山川ユキ）は歌詞、アレンジ、歌唱を替えつつ1990年代まで使用された。
- 1990年代前半迄は『さくらさくら』をベースにアレンジしたCMソングで知られた。それ以降「安さ爆発さくらや」をサウンドロゴにしたCMや店内放送が用いられていたが実際には薄型テレビを筆頭に他の家電量販店との価格競争に追いつけなくなり、2005年以降は「好感接客」をキャッチコピーにしたCMを放送。2007年からは柳原可奈子を起用し、新キャラクター「サクレツ君」と共演した「オニ安 さくらや」をコピーとしたCMを放送していた。
- これらと別に1980年代中期から店内BGMで広く使用されている『ハートでさくらや』（作詞：伊藤アキラ、作曲：小杉保夫）がある。こちらは家電量販店のCMソングを集めたコンピレーション・アルバム『エレクトリックパーク』（ポニーキャニオン）に収録されている。
- 1990年代初頭の一時期、ニューロティカ、突撃ダンスホールを起用して「いつだって、バーゲン。」のキャッチコピーでCMを放送していた。

### パロディ
アニメ「ご近所物語」第34話では、中須茉莉子・新太郎姉弟がデジカメで買う為に行くお店の名前「かぐらや新宿西口駅前店」（さくらや新宿東口駅前店の元ネタ）というカメラ･家電量販店チェーンの名前があった。

### 番組提供
- みのもんたの朝ズバッ!（TBS）：CMは関東エリアのみ放送。ヨドバシカメラと日替わり。
- 森田一義アワー 笑っていいとも!（フジテレビ、1990年代にスポンサー降板）：CMは関東エリアで放送。当時はオープニングの最初に新宿東口付近を数秒間移すシーンがあったが、必ずといっていいほどさくらやの看板が写っていた。
- ANNニュースファイナル（テレビ朝日）：CMは関東エリアのみ放送。
- テレビ3面記事 ウィークエンダー（日本テレビ：1980年代?）
- 金曜スペシャル（テレビ東京）
- 三波伸介の凸凹大学校（テレビ東京）
- スポーツTODAY（テレビ東京）メガTONネットワーク全体で放送していた。